# Tudun
Tudun – godność występująca u Awarów i Chazarów.
Istnienie funkcji tuduna w późnym okresie istnienia państwa awarskiego poświadcza kronikarz frankoński, który pisze o tudunie: „qui in gente et regno Avarorum magnam potestatem habebat” („który posiadał wielką władzę u ludu i w królestwie Awarów”). Kompetencje tuduna porównuje się z obowiązkami kanclerza.
Kroniki frankońskie przynoszą wiadomość, że na przełomie 795 i 796 roku zgłosił się do obozu Karola Wielkiego tudun awarski z chęcią ochrzczenia się wraz z poddanymi. Zimą przybył na dwór w Akwizgranie i został ochrzczony, uznał się też wasalem króla Franków. W kaganacie przybierała na sile rywalizacja polityczna pomiędzy książętami i tudun mógł liczyć, że decyzja ta wzmocni jego pozycję. W 797, a następnie w 799 roku wybuchły kolejne powstania awarskie przeciw Frankom. Szczególnie drugie z nich zmusiło ich do toczenia zaciętych walk na terenie kaganatu. Trudno powiedzieć jaka była rola tuduna w tych wydarzeniach, po stłumieniu powstania Frankowie zdecydowali się jednak pozbawić go władzy.